# Lijst van Belgische adelsverheffingen 2010
Personen die in 2010 in de Belgische adel werden opgenomen of een adellijke titel verwierven.

## Graaf
- Jonkheer François de Radiguès de Chennevière (1941- ), de titel graaf voor hemzelf en al zijn afstammelingen, met overdracht via de mannelijke nazaten.

## Baron
- Michel Vanden Abeele (1942- ), erfelijke adel en persoonlijke titel baron.
- Marc Bossuyt (1944- ), erfelijke adel en persoonlijke titel baron.
- Etienne Cerexhe (1931- ), senator, hoogleraar, erfelijke adel en persoonlijke titel baron.
- Désiré Collen (1943- ) erfelijke adel en de titel baron.
- Jonkheer Benoît Coppée (1954- ), persoonlijke titel baron.

- Ridder Philippe le Clément de Saint-Marcq (1939- ) de titel baron voor hemzelf en al zijn nakomelingen.
- Jonkheer Tanguy le Clément de Saint-Marcq (1943- ), de titel baron voor hemzelf en al zijn afstammelingen, met overdracht via de mannelijke afstammelingen.
- Jonkheer François le Clément de Saint-Marcq (1946- ), de titel baron voor hemzelf en al zijn afstammelingen, met overdracht via de mannelijke afstammelingen.
- jonkheer Augustin le Clément de Saint-Marcq (1948- ), de titel baron voor hemzelf en al zijn afstammelingen, met overdracht via de mannelijke afstammelingen.
- Jonkheer Xavier le Clément de Saint-Marcq (1951- ), de titel baron voor hemzelf en al zijn afstammelingen, met overdracht via de mannelijke afstammelingen.
- Jonkheer Melchior le Clément de Saint-Marcq (1967- ), de titel baron voor hemzelf en al zijn afstammelingen, met overdracht via de mannelijke afstammelingen.
- Jonkheer Ghislain  le Clément de Saint-Marcq (1971- ), de titel baron voor hemzelf en al zijn afstammelingen, met overdracht via de mannelijke afstammelingen.
- Pierre Géhot (1936- ), erfelijke adel en de titel baron.
- Patrick del Marmol (1930- ), erfelijke adel met de titel baron voor hemzelf en al zijn afstammelingen, met overdracht via de mannelijke nazaten.
- François del Marmol (1949- ), erfelijke adel met de titel baron voor hemzelf en al zijn afstammelingen, met overdracht via de mannelijke nazaten.
- Laurent del Marmol (1951- ), erfelijke adel met de titel baron voor hemzelf en al zijn afstammelingen, met overdracht via de mannelijke nazaten.
- Jonkheer Leon Lhoist (1950- ), persoonlijke titel baron.
- Pierre Moorkens (1946- ), erfelijke adel en persoonlijke titel baron.
- Leopold Moorkens (1940- ), erfelijke adel en persoonlijke titel baron.
- Jean-Albert Moorkens (1937- ), erfelijke adel en persoonlijke titel baron.
- Dominique Moorkens (1948- ), erfelijke adel en persoonlijke titel baron.

## Barones
- Françoise Tulkens (1942- ), persoonlijke adel en titel barones.
- Thérèse Moorkens (1936- ), persoonlijke adel en de persoonlijke titel barones.
- Chantal Moorkens (1938- ), persoonlijke adel en titel barones.
- Jonkvrouw Catherine le Clément de Saint-Marcq (1945- ), de persoonlijke titel barones.
- Jonkvrouw Nathalie  le Clément de Saint-Marcq (1953- ), de persoonlijke titel barones.
- Jonkvrouw Veronique  le Clément de Saint-Marcq (1956- ), de persoonlijke titel barones.
- Jonkvrouw Fabiola  le Clément de Saint-Marcq (1961- ), de persoonlijke titel barones.
- Jonkvrouw Astrid le Clément de Saint-Marcq, (1978- ), de persoonlijke titel van barones.
- Anne del Marmol (1939- ), persoonlijke adel en titel barones.

## Ridder
- Joseph Sluys (1936-2015), organist, erfelijke adel en persoonlijke titel ridder.
- Benoît Lengelé (1962- ), erfelijke adel en persoonlijke titel ridder.
- Jean-Marie Denis (1935-2014), erfelijke adel en persoonlijke titel ridder.
- Loïc de Cannière (1959- ), erfelijke adel en de persoonlijke titel ridder.
- Jonkheer Philippe Collinet (1967- ), de titel ridder voor hemzelf en al zijn mannelijke nazaten.

## Jonkheer
- Yves de Halleux (1921-2013), erfelijke adel.
- Charles de Francquen (1948- ), erfelijke adel
- Philippe de Francquen (1940- ), erfelijke adel.
- Alain de Francquen (1942- ), erfelijke adel.

## Jonkvrouw
- Joséphine de Francquen (1952- ), persoonlijke adel.